# Списак епизода серије Сунђер Боб Коцкалоне
Сунђер Боб Коцкалоне је америчка анимирана телевизијска серија, направљена од стране морског биолога и аниматора Стивена Хиленбурга за Никелодион. Серија је смештена у измиљеном подводном граду Коралову и фокусира се на живот и авантуре Сунђер Боба Коцкалонеа, претерано оптимистичног морског сунђера, који често нервира остале ликове. Многе идеје за емисију нестале су у необјављеномобразовном стрипу названом "Међуплимна зона", који је Хиленбург створио средином 1980-их. Почео је да развија Сунђер Боба Коцкалонеа у телевизијску серију из 1996. након отказивања Роков модерни живот, још једне Никелодионове телевизијске серије коју је Хиленбург режирао.
Од свог првог наступа 1. маја 1999. Сунђер Боб Коцкалоне је емитован у 290 епизода, а његова тринаеста сезона је имала премијеру 22. октобра 2020.. године. Филм Сунђер Боб Коцкалоне, дугометражни филм, објављен је у биоскопима 19. новембра 2004. и зарадио преко 140 милиона долара широм света. Атлантида Коцкалоне, телевизијски специјал у ком је гостовао музичар Дејвид Боуи, дебитовао је у петој сезони. У 2009. години, Никелодион је прославио десетогодишњицу емисије објављујући Коцкасти корени: Прича о Сунђер Бобу Коцкалонеу и Коцка је бачена. Сунђер Боб Коцкалоне филм: Сунђер на сувом, самостални наставак, објављен је у биоскопима 6. фебруара 2015. и зарадио преко 324 милиона долара широм света.
Епизоде Сунђер Боба Коцкалонеа су номиноване за различите награде, укључујући 17 Ени награда (шест освојених), 17 Golden Reel Awards (осам освојених), 15 Награда Еми (једна освојена), 16 Награда по избору деце (петнаест освојених) и четири BAFTA Children's Awards (две освојене). Објављено је неколико DVD-ова за компилацију. Поред тога, првих девет сезона су објављене на DVD-у, а доступне су за регије 1, 2 и 4 од 10. октобра 2017. године.

## Преглед серије
| Сезона | Сезона | Епизоде | Епизоде | Оригинално емитовање | Оригинално емитовање |
| Сезона | Сезона | Епизоде | Епизоде | Премијера            | Финале               |
| ------ | ------ | ------- | ------- | -------------------- | -------------------- |
|        | 1.     | 20      | 20      | 1. мај 1999.         | 3. март 2001.        |
|        | 2.     | 20      | 20      | 20. октобар 2000.    | 26. јул 2003.        |
|        | 3.     | 20      | 20      | 5. октобар 2001.     | 11. октобар 2004.    |
|        | 4.     | 20      | 20      | 6. мај 2005.         | 24. јул 2007.        |
|        | 5.     | 20      | 20      | 19. фебруар 2007.    | 19. јул 2009.        |
|        | 6.     | 26      | 26      | 3. март 2008.        | 5. јул 2010.         |
|        | 7.     | 26      | 26      | 19. јул 2009.        | 11. јун 2011.        |
|        | 8.     | 26      | 26      | 26. март 2011.       | 6. децембар 2012.    |
|        | 9.     | 26      | 26      | 21. јул 2012.        | 20. фебруар 2017.    |
|        | 10.    | 11      | 11      | 15. октобар 2016.    | 2. децембар 2017.    |
|        | 11.    | 26      | 26      | 24. јун 2017.        | 25. новембар 2018.   |
|        | 12.    | 26      | 26      | 11. новембар 2018.   | 29. април 2022.      |
|        | 13.    | 26      | 26      | 22. октобар 2020.    | 1. новембар 2023.    |
|        | 14.    | 13      | 13      | 2. новембар 2023.    | 2. децембар 2024.    |
|        | 15.    | 21      | 21      | 24. јул 2024.        | н.п.                 |

## Епизоде

### 1. сезона (1999—2001)
Прва сезона Сунђер Боба Коцкалонеа садржи 20 епизода (41 сегмент — прва епизода има 3 сегмента, остале по два). Ово је једина сезона у којој је коришћена целулоидна анимација. Епизоде су распоређене по званичном Nickelodeon-овом редоследу емитовања, а не по датуму производње или премијере.
| Бр. еп. (укупно) | Бр. еп. (у сезони) | Наслов                    | Аниматор                | Сценариста | Премијера           | Прод. код | Гледаност у САД (милиони) |
| --- | ------------------ | ------------------------- | ----------------------- | --- | ------------------- | --------- | ------------------------- |
| 1а | 1а                 | Тражи се радник           | Алан Смарт              | Сценарио : Стивен Хиленберг, Дерек Драјмон и Тим Хил Сториборд : Дерек Драјмон; Стивен Хиленберг (режисер)                  | 1. мај 1999.        | 2515−127  | 2,96                      |
| Морски сунђер звани Сунђер Боб Коцкалоне жели да добије посао у локалном ресторану брзе храну Код Кеба Крабе, уз охрабрење свог најбољег пријатеља, морске звезде Патрика. Господин Краба, власник ресторана, и Лигњослав Пипак, радник ресторана Код Кеба Крабе и Сунђер Бобов комшија, сматрају да Сунђер Боб није квалификован за посао и шаљу га на узалудну мисију да пронађе специјалну механичку спатулу. Касније, гомила прождрљивих ринглица свраћа Код Кеба Крабе и захтевају да буду нахрањени. Сунђер Боб некако проналази спатулу и користи је да утоли глад ринглица. Господин Краба му даје посао роштиљџије, на велико Лигљослављево ужасавање. |                    |                           |                         | |                     |           |                           |
| 1б | 1б                 | Усисивач на дну мора      | Фред Милер и Том Јасуми | Сценарио : Стивен Хиленберг, Дерек Драјмон и Тим Хил Сториборд : Џеј Лендер; Пол Тибит (режисер)                            | 1. мај 1999.        | 2515−126  | 2,96                      |
| Желећи да његово двориште буде чисто, Лигњослав проналази малу морску шкољку и баца је у Сунђер Бобово двориште. Сунђер Боб примети шкољку и одлучује да искористи свој јаки електрични усисивач да уклони шкољку из свог дворишта. Лигњослав није свестан какав ће хаос уследити због његовог малог дела и како ће му то покварити миран дан. Ова епизода не садржи дијалоге. |                    |                           |                         | |                     |           |                           |
| 1ц | 1ц                 | Чај у Сендиној кућици     | Том Јасуми              | Сценарио : Питер Бернс, Мр. Лоренс и Пол Тибит Сториборд : Марк О'хер; Пол Тибит (режисер)                                  | 1. мај 1999.        | 2515−101  | 2,96                      |
| Сунђер Боб упознаје и спријатељује се са веверицом званом Сенди Обрашчић. Сенди позива Сунђер Боба у своју куполу са дрветом на чај, али када стигне, он бива изненађен јер у Сендиној куполи нема воде. Покушава да се претвара да је навикнут на Сендин ваздух, чак и ако му треба вода да дише. Патрик касније долази у куполу, не знајући да тамо нема воде. Сенди проналази Сунђер Боба и Патрика осушене, па им даје водене кациге како би решила проблем. |                    |                           |                         | |                     |           |                           |
| 2а | 2а                 | Мехурићи                  | Том Јасуми              | Сценарио : Енио Торесан, Ерик Визе, Стивен Хиленберг, Дерек Драјмон и Тим Хил Сториборд : Ерик Визе; Енио Торесан (режисер) | 17. јул 1999.       | 2515−105  | 2,51                      |
| Једног дана, Сунђер Боб прави и отвара штанд за дување балончића, наплаћујући 25 цента по балончићу, што засмета Лигњославу. Патрик долази до штанда и тражи да испроба, али не успева да надува балончић. Сунђер Боб му нуди да га научи и показује му технике дувања балончића које омогућавају кориснику да надува балончиће у различитим облицима и бојама. Лигњослав покушава да их импресионира дувајући балончић без Сунђер Бобов методе, али не успева. На крају, он дува огроман балончић, користећи све технике које је Сунђер Боб научио Патрика, вриштећи на штапић за балончиће од беса. Сунђер Боб и Патрик честитају Лигњославу који им се захваљује и враћа у кућу. Међутим, гигантски балончић прогута Лигњослављеву кућу и вине је у ваздух. |                    |                           |                         | |                     |           |                           |
| 2б | 2б                 | Исцепане панталоне        | Едгар Ларасабал         | Сценарио : Пол Тибит и Питер Бернс Сториборд : Марк О'хер; Пол Тибит (режисер)                                              | 17. јул 1999.       | 2515−106  | 2,51                      |
| Док је у Блатној лагуи, Сунђер Боб случајно цепа своје панталоне док покушава да импресионира Сенди, терајући све на хистеричан смех. Сунђер Боб одлази осрамоћен и тужан, али му једна риба да комплимент за добар смех, због чега он схвата комични потенцијал случајног догађаја и почиње стално да цепа своје панталоне у виду шале. Посетиоци у Блатној лагуни уживају у шали, али им ускоро постаје застарела и она одлази предалеко када се Сунђер Боб претвара да је преминуо током сурфовања, терајући све, укључујући Сенди. Касније, среће три највећа губитника на плажи, и они питају Сунђер Боба шта му се десило. Сунђер Боб им прича причу и извињава се путем песме, освајајући назад Сенди и остатак посетиоца плаже. |                    |                           |                         | |                     |           |                           |
| 3а | 3а                 | Лов на медузе             | Алан Смарт              | Сценарио : Стивен Фонти, Крис Мичел, Питер Бернс и Тим Хил Сториборд : Крис Мичел; Стивен Фонти (режисер)                   | 31. јул 1999.       | 2515−103  | 2,89                      |
| Сунђер Боб и Патрик воде Лигњослава, који се опоравља од незгоде са бициклом и цео је у гипсу, на пут „лова на медузе”. Када стигну у Поља медуза, једна медуза ожари Лигњослава, па он одлучује да се освети. Успева да ухвати медузу, и тријумфално лупа мрежом о краљицу медузу. Краљица медуза јури за њим, нападајући га огромним жарењем, чему сведоче Сунђер Боб, Патрик и медузе. Следећег дана, завијени Сунђер Боб и Патрик одлазе у Лигњослављеву кућу да се извине, да би их отерала медуза коју је Лигњослав ухватио. Док се Лигњослав смеје томе, краљица медуза га проналази и жари. |                    |                           |                         | |                     |           |                           |
| 3б | 3б                 | Планктон!                 | Едгар Ларасабал         | Сценарио : Енио Торесан, Ерик Визе и Мр. Лоренс Сториборд : Ерик Визе; Енио Торесан (режисер)                               | 31. јул 1999.       | 2515−114  | 2,89                      |
| Масивни хаос настаје Код Кебе Крабе када Планктон, ривал Господина Крабе, покуша да украде тајни рецепт Кебине пљескавице за свој ресторан, Кофу с помијама. Током ноћи, Планктон покушава да се спријатељи са Сунђер Бобом и сазна тајни рецепт, али овај га гласно одбија и враћа се кући. Касније те ноћи, Планктон улази у Сунђер Бобову главу кроз пору и стиже до његовог мозга. Качи уређај за контролисање ума и контролише Сунђер Бобову вољу, терајући га да оде до ресторана, узме Кебину пљескавицу, и донесе је до Кофе с помијама, где тера Сунђер Боба да је спусти у анализатор који открива састојке свега што се нађе у њему. Сунђер Бобу је криво што је изневерио Кебину пљескавицу и његов апетитни опис пљескавице изазива гладног Планктона да изађе из његове главе и скочи на пљескавицу. Он пада у анализатор и остаје заглављен у компјутеру Карен. Сунђер Боб оставља Планктона који га моли да се врати са пљескавицом. |                    |                           |                         | |                     |           |                           |
| 4а | 4а                 | Најбољи пријатељи         | Фред Милер              | Сценарио : Шерм Коен, Арон Шпрингер и Мр. Лоренс Сториборд : Арон Шпрингер; Шерм Коен (режисер)                             | 7. август 1999.     | 2515−116  | 2,83                      |
| Лигњослав изводи грубу шалу над Сунђер Бобом и Патриком, уништавајући њихово пријатељство. Они се потом свађају коме од њих двојице је Лигњослав најбољи пријатељ. Лигњослав их позива на вечеру како би поправио њихово пријатељство. |                    |                           |                         | |                     |           |                           |
| 4б | 4б                 | Испит из вожње            | Том Јасуми              | Сценарио : Енио Торесан, Ерик Визе и Мр. Лоренс Сториборд : Ерик Визе; Енио Торесан (режисер)                               | 7. август 1999.     | 2515−104  | 2,83                      |
| Сунђер Боб иде у возачку школу, али је пао тест вожње 37 пута. Открива ову информацију Патрику, који одлучује да тајно даје Сунђер Бобу инструкције током теста преко воки-токија. Када схвати да вара, Сунђер Боб креће да хистерише и вози лудо кроз полигон, док његова учитељица госпођа Пуфна покушава да га заустави. Сунђер Боб одбија да слуша, због чега удара чамцомобил и опет пада на тесту. |                    |                           |                         | |                     |           |                           |
| 5а | 5а                 | Достава пице              | Шон Демпси              | Сценарио : Шерм Коен, Арон Шпрингер и Питер Бернс Сториборд : Арон Шпрингер; Шерм Коен (режисер)                            | 14. август 1999.    | 2515−107  | 2,47                      |
| Једна муштерија преко телефона наручује пицу Код Кеба Крабе, па господин Краба одлучује да је Сунђер Боб и Лигњослав доставе. Док су на путу да доставе пицу, Сунђер Боб и Лигњослав стижу у пустињу, и Лигњослав покушава да поједе пицу. Лигњослав постаје изнервиран због Сунђер Бобових вештина преживљавања, али је импресиониран када Сунђер Боб искористи стену да се врате кући. Када коначно стигну до муштеријине куће, купац постаје љут јер није добио пиће које је наводно наручио. Сунђер Боб плаче зато што купац није узео пицу. Бесан зато што је купац натерао Сунђер Боба на плач и због пута који су прешли, Лигњослав куца на врата и баца пицу муштерији на главу. Када оду, Сунђер Боб каже Лигњославу да је време да се врате на посао, и он је касније изненађен открићем да је муштеријина кућа преко пута ресторана. |                    |                           |                         | |                     |           |                           |
| 5б | 5б                 | Доме слатки ананасе       | Том Јасуми              | Сценарио : Енио Торесан, Ерик Визе и Мр. Лоренс Сториборд : Ерик Визе; Енио Торесан (режисер)                               | 14. август 1999.    | 2515−124  | 2,47                      |
| Хорда гладних црвића долази у град и једе Сунђер Бобову ананас кућу. Након што се то десило, Сунђер Боб планира да се пресели код својих родитеља, имајући у виду да ће му недостајати стара кућа и најбољи пријатељ. Лигњослав је срећан због Сунђер Бобове селидбе. Сунђер Боб ипак остаје у Патриковој кући све док му не постане неудобно. Лигњослав одбија да прими Сунђер Боба у његову кућу. На дан када треба да напусти град, Сунђер Боб проналази малу мрву осталу од његове куће, и остатке његовог дома. Сунђер Боб почиње да плаче, и мрва (која је у ствари семе) апсорбује његове сузе, изазивајући да његова ананас кућа поново израсте. |                    |                           |                         | |                     |           |                           |
| 6а | 6а                 | Тритон и Шкољкабој        | Шон Демпси              | Сценарио : Пол Тибит, Марк О'хер и Мр. Лоренс Сториборд : Марк О'хер; Пол Тибит (режисер)                                   | 21. август 1999.    | 2515−119  | 2,94                      |
| Сунђер Боб и Патрик желе да упознају њихове омиљене пензионисане суперхероје, Тритона и Шкољкабоја, који су сада остарели и живе у старачком дому. Покушавају да их врате из пензије, али успевају само да их изнервирају, јер они само желе да им се ТВ поправи. Сунђер Боб и Патрик пролазе кроз разне лудорије како би им помогли да изађу из пензије и на крају успеју када двојица хероја почну да их третирају као зликовце и користе своје супермоћи да их приморају да оду из дома за пензионере. Сунђер Боб и Патрик затим одлазе кући и гледају нове авантуре Тритона и Шкољкабоја на ТВ-у, у којима двојица хероја играју даме и жале се да треба да им се поправи телефон. |                    |                           |                         | |                     |           |                           |
| 6б | 6б                 | Кисели краставчићи        | Том Јасуми              | Сценарио : Стивен Фонти, Крис Мичел и Питер Бернс Сториборд : Крис Мичел и Џеј Лендер; Стивен Фонти (режисер)               | 21. август 1999.    | 2515−111  | 2,94                      |
| Гргеч, избирљива риба и стари Сунђер Бобов ривал, долази у Кеба Крабу и наручује Кебину пљескавицу. Гргеч тврди да је Сунђер Боб заборавио киселе краставчиће, а Сунђер Боб шокиран овим, губи самопоуздање. Господин Краба је забринут због губитка новца, па прилази Сунђер Бобу да му објасни да ће се вратити у ред ако се сети како да направи Кебину пљескавицу. Потребни су дани, али Сунђер Боб на крају опет научи како да направи пљескавицу. Када Гргеч поново дође да изазове Сунђер Боба, он поново каже да је Сунђер Боб заборавио краставчиће. Међутим, Сунђер Боб је потпуно сигуран да их је ставио пљескавицу. Затим хвала Гргечов језик да би свима у Кеба Краби открио да је Гргег све време скривао краставчиће испод језика. Постиђен овим открићем, Гргеч брзо бежи. Муштерије поздрављају Сунђер Бобов повратак, али не и Лигњослава, који је био роштиљџија у његовом одсуству.                                             |                    |                           |                         | |                     |           |                           |
| 7а | 7а                 | Редар                     | Едгар Ларасабал         | Сценарио : Чак Клајн, Џеј Лендер и Мр. Лоренс Сториборд : Џеј Лендер; Чак Клајн (режисер)                                   | 28. август 1999.    | 2515−108  | 3,08                      |
| Госпођа Пуфна поставља Сунђера Боба за редара током дана. Сунђер Боб схвата да ово значи да треба да чува цео град и патролира градом, али га доводи до хаоса. Сунђер Боб позива Патрика да му помогне у патроли као заменик. Сазнају да један манијак прави проблеме по граду. На крају, Сунђер Боб види један постер и схвата да је он манијак. Полиција стиже да га ухапси, а појављује се госпођа Пуфна да им објасни ситуацију, рекавши да је он њена одговорност. Полиција то тумачи као преузимање одговорности за злочине, а она је ухапшена наредних шест месеци. |                    |                           |                         | |                     |           |                           |
| 7б | 7б                 | Медне медузе              | Фред Милер              | Сценарио : Енио Торесан, Ерик Визе и Питер Бернс Сториборд : Ерик Визе; Енио Торесан (режисер)                              | 28. август 1999.    | 2515−118  | 3,08                      |
| Сунђер Боб доноси кући дивљу медузу и прави велику плесну забаву. Међутим, дивља медуза постаје зависна од музике и наставља током ноћи пре него што позове још медуза да дођу на забаву, која траје 18 сати и нервира Лигњослава. Следећег јутра, Сунђер Боб се буди и проналази своју дневну собу пуну стотина медуза које плешу и покушава да их натера да оду, али на крају поквари музички плејер, због чега се медузе наљуте. Након што их његов љубимац, пуж Гари умири тако што шкљоцне очи и испусти ритам, Сунђер Боб користи Гарија да одведе медузе назад у Поља медуза. |                    |                           |                         | |                     |           |                           |
| 8а | 8а                 | Сендина ракета            | Том Јасуми              | Сценарио : Шерм Коен, Арон Шпрингер и Питер Бернс Сториборд : Арон Шпрингер; Шерм Коен (режисер)                            | 17. септембар 1999. | 2515−110  | 2,40                      |
| Сунђер Боб и Патрик се једне ноћи ушуњају на Сендину ракету. Када то ураде, Патрик случајно пали мотор, али су ракета сруши назад у Коралово. Мислећи да су на Месецу, заробљавају све (укључујући Сенди) верујући да су ванземаљци. На крају, Сунђер Боб верује да је Патрик ванземаљац. Сунђер Боб покреће ракету да се врати кући, а када стигне до Месеца, ракета пада на њега. Сунђер Боб гледа кроз прозор и схвата своју грешку јер заробљени „ванземаљци” желе да попричају са њим. |                    |                           |                         | |                     |           |                           |
| 8б | 8б                 | Шкрипутаве чизме          | Фред Милер              | Сценарио : Стивен Фонти, Крис Мичел и Мр. Лоренс Сториборд : Крис Мичел; Стивен Фонти (режисер)                             | 17. септембар 1999. | 2515−102  | 2,40                      |
| Господин Краба даје својој ћерки Бисерки пар старих чизама као јефтин рођендански поклон, али када она одбије да их узме, даје их Сунђер Бобу, тврдећи да су чизме чизме истинског роштиљџије. Сунђер Боб ужива у чизмама и високим, „шкрипутавим” звуцима које испуштају, али звукови које праве чизме почињу да нервирају господина Крабу, на крају до те мере да више не може да их издржи. Због овога, господин Краба краде чизме и закопава их испод Кеба Крабе. Сутрадан, Сунђер Боб долази на посао плачући јер није могао да пронађе чизме. Господин Краба, осећајући се кривим, почиње да луди и све чује као шкрипу чизама, па на крају признаје да је украо чизме, а затим пржи чизме у фритези и једе их. |                    |                           |                         | |                     |           |                           |
| 9а | 9а                 | Повратак природи          | Шон Демпси              | Сценарио : Пол Тибит, Марк О'хер и Питер Бернс Сториборд : Марк О'хер; Пол Тибит (режисер)                                  | 11. септембар 1999. | 2515−120  | 2,54                      |
| Сунђер Боб одлучује да жели да живи у дивљини са медузама, па напушта посао у Кеба Краби и напушта свој стари живот да би живио у Пољима медуза. Господин Краба је уверен да ће се вратити за један дан, али Патрик и Сенди имају пикник у Пољима медуза како би покушали да убеде Сунђер Боба да се врати. Сунђер Боб се опире сваком покушају да га натерају да се врати кући, али убрзо сазнаје да живот међу медузама није баш онакав какав је сањао. Схвата да је имао сјајан живот којег се одрекао, па се враћа кући. Када дође кући изненађен је својим пријатељима који му опраштају и грле га, да би почели да их сврбе отровни морски јежеви које је Сунђер Боб покупио док је живео међу медузама. |                    |                           |                         | |                     |           |                           |
| 9б | 9б                 | Наопак дан                | Том Јасуми              | Сценарио : Чак Клајн, Џеј Лендер и Мр. Лоренс Сториборд : Џеј Лендер; Чак Клајн (режисер)                                   | 11. септембар 1999. | 2515−112  | 2,54                      |
| Лигњослав планира да се исели из Коралова након што га Сунђер Боб и Патрик изнервирају. Међутим, агенткиња за некретнине га упозорава да неће моћи да прода кућу уколико се налази у лошем комшилуку. Лигњослав каже Сунђер Бобу да је тај дан „Наопак дан” и да се сви морају понашати обрнуто од онога како се понашају уобичајено. Сунђер Боб касније прича Патрику о Наопаком дану. Када је Лигњослав заузет и агенткиња за некретнине дође, Сунђер Боб и Патрик се претварају да су обојица Лигњослав, показујући јој кућу, док је описују негативно и раде супротно од онога што она затражи. Онда, прави Лигњослав долази и моли агенткињу да прода његову кућу, али осећајући се посрамљено, она одбија, остављајући Лигњослава заглављеног ту где је. На крају, Лигњослав покушава да прегази Сунђер Боба и Патрика са булдожером говорећи им „Срећан Наопак дан”.                                                                          |                    |                           |                         | |                     |           |                           |
| 10а | 10а                | Културни шок              | Едгар Ларасабал         | Сценарио : Пол Тибит, Марк О'хер и Мр. Лоренс Сториборд : Марк О'хер; Пол Тибит (режисер)                                   | 18. септембар 1999. | 2515−122  | 2,41                      |
| Кеба Краба има мало муштерија па Господин Краба говори Сунђер Бобу и Лигњославу да су им потребне идеје за довођење још муштерија. Лигњослав предлаже талент шоу у Кеба Краби, на шта Господин Краба пристаје. Када ноћ представе стигне, показује се као велики успех, привлачећи пун ресторан муштерија. Финални извођач је Лигњослав који плеше уз различите жанрове музике, али посетиоцима се то не свиђа. Почињу да бацају парадајз на њега, чинећи да напусти сцену. Сунђер Боб долази на сцену како би очистио неред, што се муштеријама веома свиђа. |                    |                           |                         | |                     |           |                           |
| 10б | 10б                | Зе-За-Ње                  | Фред Милер              | Сценарио : Шерм Коен, Арон Шпрингер и Питер Бернс Сториборд : Арон Шпрингер; Шерм Коен (режисер)                            | 18. септембар 1999. | 2515−121  | 2,41                      |
| Након још једног неуспелог покушаја Планктона да украде Кебину пљескавицу, Сунђер Боб долази до закључка да је Планктона зао јер је усамљен и нема ниједног пријатеља. Након што се Сунђер Боб спријатељи са Планктоном, њих двојица почињу да се забављају заједно. Господин Краба је принуђен да покаже Сунђер Бобу Планктонове праве боје. |                    |                           |                         | |                     |           |                           |
| 11а | 11а                | Билдер Боб Купаће Гаћице  | Едгар Ларасабал         | Сценарио : Енио Торесан, Ерик Визе и Мр. Лоренс Сториборд : Ерик Визе; Енио Торесан (режисер)                               | 2. октобар 1999.    | 2515−123  | 2,61                      |
| Сунђер Боб наручује лажне руке са мишићима на надувавање како би све импресионирао. Када га Сенди види, одлучује да их пријави на такмичење у бацању сидра. Сунђер Боб схвата да би ово такмичење довело до открића да су његови мишићи лажни. На такмичењу, сваки такмичар баца своје сидро далеко, али са његовим лажним мишићима, Сунђер Боб не може чак ни да подигне своје сидро. Надувава своје мишиће како би ојачао, али они експлодирају, срамотећи га. |                    |                           |                         | |                     |           |                           |
| 11б | 11б                | Лигњослав зли дух         | Фред Милер              | Сценарио : Шерм Коен, Арон Шпрингер и Питер Бернс Сториборд : Арон Шпрингер; Шерм Коен (режисер)                            | 2. октобар 1999.    | 2515−115  | 2,61                      |
| Сунђер Боб и Патрик мисле да је Лигњослав мртав након што су уништили његову реплику и верују да је прави Лигњослав дух. Лигњослав одлучује да искористи њихову заблуду и каже им да ће их поштедети ако прихвате да испуњавају све његове наредбе. Сунђер Боб и Патрик закључују да, пошто је Лигњослав осветољубиви дух, они морају да га „одведу у вечна ловишта”. Лигњослав на крају признаје да је све одглумио, али Сунђер Боб и Патрик верују да је он једноставно у фази порицања своје смрти. Сунђер Боб надува огроман мехур који обавија Лигњослава и пошаље га да лебди ка небу. |                    |                           |                         | |                     |           |                           |
| 12а | 12а                | Каваљер                   | Шон Демпси              | Сценарио : Шерм Коен, Арон Шпрингер и Питер Бернс Сториборд : Арон Шпрингер; Шерм Коен (режисер)                            | 8. март 2000.       | 2515−113  | 3,23                      |
| Господин Краба замоли Сунђер Боба да изведе његову ћерку Бисерку на матурско вече, пошто ју је дечко оставио. Када стигну на прославу, Сунђер Боб својом несмотреношћу уништава Бисеркино вече, због чега се сломи и почне да плаче. Саосећајући с њим, Бисерка покушава да га утеши и врати му самопоуздање. Њих двоје заиграју необичан плес који убрзо сви почну да имитирају. Међутим, то доводи до бројних повреда и уништавања сале. Разјарена гомила их избацује напоље. Док Сунђер Боб прати Бисерку кући, извињава јој се, а она му каже да, иако је све било катастрофа, ипак јој је било забавно. |                    |                           |                         | |                     |           |                           |
| 12б | 12б                | Радник месеца             | Шон Демпси              | Сценарио : Пол Тибит и Мр. Лоренс Сториборд : Марк О'хер, Енио Торесан и Ерик Визе; Пол Тибит (режисер)                     | 8. март 2000.       | 2515−125  | 3,23                      |
| Сунђер Боб је одувек најбољи радник у Кеба Краби, али Лигњослав одлучује да и он жели титулу радника месеца. Њих двојица улазе у расправу и почињу да постављају замке један другом, очајнички покушавајући да први стигну у ресторан. Долазе у исто време, баш кад господин Краба откључава врата. Они почињу да се премарају од посла како би импресионирали шефа, али само праве штету и плаше га до крајњих граница. Покушавају да направе што више Кебиних пљескавица, што на крају изазива експлозију ресторана — али на радост муштерија, почињу да падају пљескавице са неба. |                    |                           |                         | |                     |           |                           |
| 13а | 13а                | Плашилоне                 | Шон Демпси              | Сценарио : Пол Тибит и Питер Бернс Сториборд : Марк О'хер; Пол Тибит (режисер)                                              | 28. октобар 1999.   | 2515−109  | 2,68                      |
| Сунђер Боб је уморан од тога што га сваке Ноћи вештица сви плаше и што га зову „Плашилоне”, па одлучује да се освети тако што ће се маскирати у Уклетог Холанђанина. Док прави костим, схвата да прави дух има округлу главу, а он коцкасту. Патрик му обрије главу да би изгледала округло. Међутим, појављује се прави Уклети Холанђанин и објашњава присутнима колико је увређен што се људи прерушавају у њега за Ноћ вештица, а Сунђер Бобов костим сматра најгорим од свих. Скида му костим, откривајући да му је због Патриковог бријања остао изложен мозак. Услед тога сви беже, па чак и сам Холанђанин, а Сунђер Боб је задовољан јер је коначно успео да уплаши све – укључујући и Патрика. |                    |                           |                         | |                     |           |                           |
| 13б | 13б                | Сви смо ми понекад пужеви | Едгар Ларасабал         | Сценарио : Стивен Фонти, Крис Мичел и Мр. Лоренс Сториборд : Крис Мичел; Стивен Фонти (режисер)                             | 28. октобар 1999.   | 2515−117  | 2,68                      |
| Сунђер Боб поверава Лигњославу да се брине о Гарију док је он на конвенцији љубитеља медуза. Лигњослав га, међутим, запоставља, па Гари озбиљно оболи. Сунђер Боб позива ветеринара, који му даје шприц с пужјом плазмом. Лигњослав случајно убризга серум Сунђер Бобу у нос, због чега он почиње да се полако претвара у пужа. Трансформисани Сунђер Боб се приближава Лигњославу, који у страху покушава да побегне, али случајно убризга себи серум и претвара се у пужа. На крају се сва тројица као пужеви налазе на огради и мјаучу песму ноћу, што нервира Патрика. Надајући се да ће „умукнути”, баца ципелу која промаши све — осим Лигњослава, ког погађа и обара са ограде. |                    |                           |                         | |                     |           |                           |
| 14а | 14а                | СБ-192                    | Том Јасуми              | Сценарио : Арон Шпрингер, Ерик Визе и Мр. Лоренс Сториборд : Ерик Визе; Арон Шпрингер (режисер)                             | 31. децембар 1999.  | 2515−129  | 1,52                      |
| Када га Сунђер Боб и Патрик позову да иде с њима у лов на медузе, Лигњослав одбија и пожели да се склони од њих. Сакрије се у замрзивач Кеба Крабе, али се заглави унутра. Две хиљаде година касније, замрзивач најзад зарђа и отвори се, а Лигњослав се нађе у далекој будућности. Покушавајући да се врати у своје време помоћу времеплова, случајно се враћа предалеко у прошлост. Тамо упозна праисторијске верзије Сунђер Боба и Патрика. Успева да поново активира времеплов, али је поквари усред путовања, што га доведе у надреални свет ништавила. У тој празнини схвата колико је усамљен и почиње да вапи да се врати. Он упада назад у времеплов и моли га да га врати у садашњост. Враћа се — али открива да је сада славан зато што је „измислио” лов на медузе, након што је ту активност показао праисторијским Сунђер Бобу и Патрику. После тог открића, одлучује да се врати.                                                     |                    |                           |                         | |                     |           |                           |
| 14б | 14б                | Карате ударци             | Том Јасуми              | Сценарио : Арон Шпрингер, Ерик Визе и Мериветер Вилијамс Сториборд : Ерик Визе; Арон Шпрингер (режисер)                     | 31. децембар 1999.  | 2515−135  | 1,52                      |
| Сунђер Боб стално вежба карате са Сенди, али постаје све параноичнији због њених изненадних напада, што му ремети рад у Кеба Краби. Господин Краба му наређује да престане с каратеом након што нападне муштерије и прети да ће га отпустити. Када Сенди настави с каратеом и не жели да га послуша, господин Краба даје отказ Сунђер Бобу, који потом почиње да трчи унаоколо у сузама. Сенди признаје да је крива што га није слушала и моли Крабу да му да још једну шансу. Он пристаје, под условом да више не вежба карате. Сунђер Боб и Сенди одлучују да забораве карате и оду у парк. Међутим, док секу сендвиче, поново почињу да користе карате ударце, што господин Краба види. Сунђер Боб му каже да га може поново отпустити, али Краба схвата да се карате може користити уместо ножева. Запошљава обоје да секу Кебине пљескавице карате ударцима, што му доноси већу зараду.                                                         |                    |                           |                         | |                     |           |                           |
| 15а | 15а                | Време је за сањање        | Едгар Ларасабал         | Сценарио : Пол Тибит, Енио Торесан и Мр. Лоренс Сториборд : Пол Тибит и Енио Торесан (такође и режисери)                    | 17. јануар 2000.    | 2515−141  | 2,89                      |
| Када Сунђер Боб оде на спавање, добија способност астралне пројекције (захваљујући госпођи Пуфни) и почиње да посећује снове својих пријатеља. Током тог путовања пролази кроз маштовите и чудне снове свих својих пријатеља, пре него што се врати у сопствени сан. Када се пробуди, сви су у његовој соби, бесни што им је покварио снове — осим Патрика, који је једино хтео нови новчић. |                    |                           |                         | |                     |           |                           |
| 15б | 15б                | Сапуњавица                | Едгар Ларасабал         | Сценарио : Пол Тибит, Енио Торесан и Мр. Лоренс Сториборд : Пол Тибит и Енио Торесан (такође и режисери)                    | 17. јануар 2000.    | 2515−132  | 2,89                      |
| Сунђер Боб не може да заспи, па одлучује да поједе сендвич. Након тога заспи, али заборави да затвори фрижидер, због чега се прехлади и добије болест сличну обичној прехлади познатој као „сапуњавица”, због које кија балончиће из пора. Патрик му каже да је одлазак код доктора застрашујуће искуство, па Сунђер Боб замоли њега да га излечи — што само погорша ствар. Сенди га затим одводи код правог доктора, који му препише „терапију за сунђере” — што подразумева да Сунђер Боб буде коришћен за прање судова, аутомобила, нечијих леђа, људског стопала и пода. Тиме је у потпуности излечен и добија лизалицу као награду. Патрик такође пожели лизалицу, па лажно пријављује да има симптоме. Доктор му потом преписује посебан третман у којем је Патрик коришћен за чишћење кактуса и тоалета. |                    |                           |                         | |                     |           |                           |
| 16а | 16а                | Дан заљубљених            | Фред Милер              | Сценарио : Чак Клајн, Џеј Лендер и Мериветер Вилијамс Сториборд : Џеј Лендер; Чак Клајн (режисер)                           | 14. фебруар 2000.   | 2515−128  | 2,75                      |
| Сунђер Боб и Сенди припремају посебно изненађење за Патрика поводом Дана заљубљених — велики балон направљен од чоколаде, који ће му поклонити у тематском парку. Међутим, план се одлаже јер балон нападају шкољке. Да би сачувао изненађење, Сунђер Боб поклони Патрику само руковање. Патрик се од беса готово сасвим отргне контроли и спрема се да нападне све присутне. Управо у том тренутку стиже чоколадни балон, Сунђер Бобово право изненађење. Патрик се одмах смирује и поново постаје пријатељ са Сунђер Бобом и Сенди. |                    |                           |                         | |                     |           |                           |
| 16б | 16б                | Папирић                   | Фред Милер              | Сценарио : Чак Клајн, Џеј Лендер и Мр. Лоренс Сториборд : Џеј Лендер; Чак Клајн (режисер)                                   | 14. фебруар 2000.   | 2515−134  | 2,75                      |
| Сунђер Боб се игра омотом жваке који је Лигњослав бацио у његово двориште. Уз помоћ маште, Сунђер Боб користи тај папирић да направи најразличитије и невероватне ствари, што изазива завист код Лигњослава. Он почиње очајнички да моли да му Сунђер Боб врати папирић, али овај одбија јер је обећао да му га неће вратити. Лигњослав на крају пристаје да размени све што поседује само да добије папирић назад. Када га коначно добије, схвата да без маште папирић нема никакву вредност и не доноси никакву забаву. |                    |                           |                         | |                     |           |                           |
| 17а | 17а                | Гррр!                     | Шон Демпси              | Сценарио : Шерм Коен, Винсент Волер и Мериветер Вилијамс Сториборд : Винсент Волер; Шерм Коен (режисер)                     | 15. март 2000.      | 2515−130  | 3,08                      |
| Сунђер Боб, Патрик и господин Краба играју друштвену игру засновану на легенди о Уклетом Холанђанину, у којој се тражи закопано благо. Господин Краба се толико уживи у игру да одлучује да крену у праву потрагу за благом. Током те потраге, Сунђер Боб и Патрик први проналазе благо, али Краба тврди да оно цело припада њему. Започињу свађу око сандука, што пробуди Уклетог Холанђанина, који се појављује и честита Сунђер Бобу и Патрику што су му ископали благо. Он узима цео сандук, али им у знак захвалности даје по један златник. Када Краба затражи своју награду, добија само малу пластични ковчежић у облику сандука. |                    |                           |                         | |                     |           |                           |
| 17б | 17б                | Камењарево                | Том Јасуми              | Сценарио : Пол Тибит, Енио Торесан и Дејвид Фејн Сториборд : Пол Тибит и Енио Торесан (такође и режисери)                   | 15. март 2000.      | 2515−138  | 3,08                      |
| Након пријатног дана у тематском парку Свет рукавица, Сунђер Боб и Патрик грешком улазе у погрешан аутобус и заврше у мрачној, морској провалији познатој као Камењарево. Патрик успева да уђе у аутобус и случајно остави Сунђер Боба самог. Сунђер Боб неуспешно покушава да ухвати неки од следећих аутобуса. У међувремену упознаје пријатељски настројену удичарку, која код себе има његов балон из парка. Она надува балон, веже га за његов зглоб и тиме му омогућава да одлебди назад у Коралово. |                    |                           |                         | |                     |           |                           |
| 18а | 18а                | Тексас                    | Шон Демпси              | Сценарио : Шерм Коен, Винсент Волер и Дејвид Фејн Сториборд : Винсент Волер; Шерм Коен (режисер)                            | 22. март 2000.      | 2515−139  | 3,10                      |
| Сенди пати за својим домом и жели да се врати у Тексас, па пева песму о томе колико јој недостаје завичај. Сунђер Боб жели да је развесели и организује забаву на тему Тексаса у Кеба Краби. Он и Патрик одлазе код Сенди да је позову, али она им каже да напушта Коралово и враћа се у Тексас. Тада Сунђер Боб и Патрик почињу да исмевају Тексас и Тексашане (углавном њихову интелигенцију), што натера Сенди да их јури. Тиме је намаме назад у Кеба Крабу, где је забава изненађења већ спремна. Сенди схвата колико јој значе подводни пријатељи и да је Коралово постало њен прави дом — и одлучује да остане. |                    |                           |                         | |                     |           |                           |
| 18б | 18б                | Ситно зло                 | Шон Демпси              | Сценарио : Арон Шпрингер, Ерик Визе и Мр. Лоренс Сториборд : Ерик Визе; Арон Шпрингер (режисер)                             | 22. март 2000.      | 2515−133  | 3,10                      |
| У Блатну лагуну стиже Планктон, који жели да ту направи нову филијалу Кофе с помијама, и наређује свима да напусте плажу. Али пошто је веома мали, нико га не узима за озбиљно. Планктон закључује да му треба неко велик да му помогне, па наилази на Сунђер Боба. Он га обманом учи како да буде одлучан, како би добијао све што пожели. Након низа грубих и ружних поступака, Сунђер Боб успева да растера све са плаже. Тада Планктон открива своје праве намере, што растужи Сунђер Боба. Он се тада супротстави Планктону тако што постане одлучно љубазан — чини доброчинства која поново привуку људе на плажу. Планктон одлази, згрожен од толике доброте. |                    |                           |                         | |                     |           |                           |
| 19а | 19а                | Првоаприлска шала         | Фред Милер              | Сценарио : Арон Шпрингер, Ерик Визе и Мериветер Вилијамс Сториборд : Ерик Визе; Арон Шпрингер (режисер)                     | 1. април 2000.      | 2515−140  | 1,78                      |
| У Кеба Краби, Сунђер Боб изводи разне безазлене и веселе првоаприлске шале. Лигњослав се изнервира и одлучује да му узврати суровом и понижавајућом шалом. То се лоше завршава — Сунђер Боб се повређен, и физички и емотивно, повлачи у свој дом, а муштерије стају на његову страну. Лигњослав одлучује да се извини, али му не полази за руком да Сунђер Бобу директно каже „извини”. Успе да то изговори само када стави мехур преко главе, тако да га Сунђер Боб не чује. Док одлази, убеђује себе да му је савест чиста — али га онда обузимају сећања на оно што је урадио. Враћа се и искрено се извињава Сунђер Бобу. Тада Сунђер Боб широм отвара врата, откривајући да су сви пријатељи били унутра и све чули. Лигњослав на брзину каже да је и то била шала, па бежи кући смејући се као луд. |                    |                           |                         | |                     |           |                           |
| 19б | 19б                | Чудотворна спатула        | Фред Милер              | Сценарио : Чак Клајн, Џеј Лендер и Дејвид Фејн Сториборд : Џеј Лендер; Чак Клајн (режисер)                                  | 1. април 2000.      | 2515−137  | 1,78                      |
| Док је у Музеју роштиљџија, Сунђер Боб успева да изађе на крај са легендарном спатулом заглављеном у кофу масти, чиме призива краља Нептуна. Нептун сумња у Сунђер Бобове кулинарске способности и изазива га да их докаже, незадовољан што је баш он изабран да буде његов вечити роштиљџија. На надметању Нептун успева да направи хиљаду пљескавица, а Сунђер Боб само једну. Нептун проглашава себе победником. Међутим, кад публика проба Нептунове пљескавице, испоставља се да су ужасне. Кад он проба Сунђер Бобову, бива одушевљен њеним укусом. Сунђер Боб побеђује, али одбија да иде у Атлантиду пошто Патрик не може да пође са њим. Уместо тога, предлаже да Нептун постане његов приправник у Кеба Краби. |                    |                           |                         | |                     |           |                           |
| 20а | 20а                | Удице                     | Едгар Ларасабал         | Сценарио : Шерм Коен, Винсент Волер и Мериветер Вилијамс Сториборд : Винсент Волер; Шерм Коен (режисер)                     | 23. фебруар 2001.   | 2515−136  | 2,17                      |
| Господин Крaба упада у Кеба Крабу и упозорава све на појаву рибарских удица у водама око Коралова. Патрик наговара Сунђер Боба да се играју на удицама, мислећи да је то нека врста вашара и да нису опасне. Господин Крaба их ухвати како се играју и упозори их да, ако буду ухваћени, могу бити поједени, или завршити у продавници сувенира. Тера их да обећају да се више неће играти с удицама. Следећег дана, Сунђер Боб покушава да их избегне, али подлеже искушењу и завршава упецан на једној. Потрчи у Кеба Крабу тражећи помоћ. Удица му скида сву одећу пред Бисерком и њеним другарицама, па го побегне кући, понижен. Испоставља се да је Лигњослав био тај који је забацио удицу по наређењу господина Крaбе како би научио Сунђер Боба лекцију. Патрик, који је раније био ухваћен, враћа се кући у лименци туне. |                    |                           |                         | |                     |           |                           |
| 20б | 20б                | Тритон и Шкољкабој 2      | Том Јасуми              | Сценарио : Чак Клајн, Џеј Лендер и Мр. Лоренс Сториборд : Џеј Лендер; Чак Клајн (режисер)                                   | 3. март 2001.       | 2515−131  | 2,54                      |
| Сунђер Боб побеђује на такмичењу и осваја шкољку која може да призове Тритона и Шкољкабоја у хитним случајевима. Међутим, он злоупотребљава ту моћ и непрестано их зове за ситнице у свакодневном животу. На крају, хероји се изморе и Сунђер Боб им се извини, објашњавајући да је само желео да проведе време с њима. Они му дозволе да им се придружи у патролирању, али он све време случајно прави проблеме и нервира их. У једном ресторану, Тритон и Шкољкабој покушају да га се отарасе тако што га пошаљу да пусти њихову тематску песму на џубоксу, након чега побегну. Напољу их, међутим, напада и зароби њихов заклети непријатељ — Прљави Мјехур. Сунђер Боб излази, види их заробљене и тражи аутограм од Прљавог Мјехура, рекавши да му је он омиљени суперзликовац. Тада „случајно” убоде Мјехура оловком и пробуши га, спасивши хероје.                                                                                            |                    |                           |                         | |                     |           |                           |

### 2. сезона (2000—2003)
Друга сезона Сунђер Боба Коцкалонеа садржи 20 епизода (39 сегмената). Епизоде су распоређене по званичном Nickelodeon-овом редоследу емитовања, а не по датуму производње или премијере.
| Бр. еп. (укупно) | Бр. еп. (у сезони) | Наслов                       | Аниматор                           | Сценариста | Премијера           | Прод. код        | Гледаност у САД (милиони) |
| ---------------- | ------------------ | ---------------------------- | ---------------------------------- | --- | ------------------- | ---------------- | ------------------------- |
| 21а              | 1а                 | Муке са запертлавањем        | Том Јасуми                         | Сценарио : Волт Дорн, Пол Тибит и Мериветер Вилијамс Сториборд : Крис Хедрик и Ерик Визе (такође и режисери)                               | 17. фебруар 2001.   | 5571–142         | 2,75                      |
| 21б              | 1б                 | Лигњославов слободан дан     | Ендру Овертом                      | Сценарио : Волт Дорн, Пол Тибит и Мериветер Вилијамс Сториборд : Џим Шуман (такође и режисер)                                              | 17. фебруар 2001.   | 5571–145         | 2,75                      |
| 22а              | 2а                 | Нешто смрди                  | Едгар Ларасабал                    | Сценарио : Арон Шпрингер, Ц. Х. Гринбалт и Мериветер Вилијамс Сториборд : Ц. Х. Гринбалт; Арон Шпрингер (режисер)                          | 20. октобар 2000.   | 5571–143         | 2,27                      |
| 22б              | 2б                 | Под Бисеркином командом      | Том Јасуми                         | Сценарио : Волт Дорн, Пол Тибит и Мр. Лоренс Сториборд : Крис Хедрик (такође и режисер)                                                    | 20. октобар 2000.   | 5571–146         | 2,27                      |
| 23а              | 3а                 | Велики ружичасти губитник    | Шон Демпси                         | Сценарио : Џеј Лендер, Вилијам Рајс и Мериветер Вилијамс Сториборд : Вилијам Рајс; Џеј Лендер (режисер)                                    | 3. фебруар 2001.    | 5571–144         | 2,80                      |
| 23б              | 3б                 | Другар мехурић               | Шон Демпси                         | Сценарио : Џеј Лендер, Вилијам Рајс и Мр. Лоренс Сториборд : Вилијам Рајс и Чак Клајн; Џеј Лендер (режисер)                                | 3. фебруар 2001.    | 5571–148         | 2,80                      |
| 24а              | 4а                 | Умирем за питом              | Едгар Ларасабал                    | Сценарио : Арон Шпрингер, Ц. Х. Гринбалт и Мериветер Вилијамс Сториборд : Ц. Х. Гринбалт и Ерик Визе; Арон Шпрингер (режисер)              | 27. јануар 2001.    | 5571–147         | 3,43                      |
| 24б              | 4б                 | Копија Крабе                 | Том Јасуми                         | Сценарио : Волт Дорн, Пол Тибит и Мр. Лоренс Сториборд : Крис Хедрик и Чак Клајн (такође и режисери)                                       | 27. јануар 2001.    | 5571–150         | 3,43                      |
| 25а              | 5а                 | Гусенко                      | Ендру Овертом                      | Сценарио : Волт Дорн, Пол Тибит и Мериветер Вилијамс Сториборд : Џим Шуман (такође и режисер)                                              | 24. фебруар 2001.   | 5571–149         | 2,69                      |
| 25б              | 5б                 | Пљеске у колору              | Шон Демпси                         | Сценарио : Џеј Лендер, Вилијам Рајс и Мр. Лоренс Сториборд : Вилијам Рајс; Џеј Лендер (режисер)                                            | 24. фебруар 2001.   | 5571—152         | 2,69                      |
| 26а              | 6а                 | Бакини пољупчићи             | Ендру Овертом                      | Сценарио : Волт Дорн, Пол Тибит и Мериветер Вилијамс Сториборд : Џим Шуман и Октавио Родригез (такође и режисер)                           | 28. април 2001.     | 5571–154         | 2,09                      |
| 26б              | 6б                 | Лигњоград                    | Едгар Ларасабал                    | Сценарио : Арон Шпрингер, Ц. Х. Гринбалт и Мериветер Вилијамс Сториборд : Ц. Х. Гринбалт; Арон Шпрингер (режисер)                          | 28. април 2001.     | 5571–156         | 2,09                      |
| 27а              | 7а                 | Недеља пред зимски сан       | Едгар Ларасабал                    | Сценарио : Арон Шпрингер, Ц. Х. Гринбалт и Мериветер Вилијамс Сториборд : Ц. Х. Гринбалт                                                   | 5. мај 2001.        | 5571–151         | 2,13                      |
| 27б              | 7б                 | Злочиначки живот             | Шон Демпси                         | Сценарио : Џеј Лендер, Вилијам Рајс и Мр. Лоренс Сториборд : Вилијам Рајс; Џеј Лендер (режисер)                                            | 5. мај 2001.        | 5571–157         | 2,13                      |
| 28               | 8                  | Који бре Божић?              | Том Јасуми                         | Сценарио : Волт Дорн, Пол Тибит и Мр. Лоренс Сториборд : Крис Хедрик и Ерик Визе (такође и режисери)                                       | 7. децембар 2000.   | 5571–1555571–153 | 2,17                      |
| 29а              | 9а                 | Опстанак идиота              | Лари Лајхлајтер                    | Сценарио : Арон Шпрингер, Ц. Х. Гринбалт и Мериветер Вилијамс Сториборд : Ц. Х. Гринбалт                                                   | 17. март 2001.      | 5571–160         | 2,81                      |
| 29б              | 9б                 | Одбачен                      | Ендру Овертом                      | Сценарио : Пол Тибит, Волт Дорн и Мериветер Вилијамс Сториборд : Кејлеб Мојрер; Карсон Куглер (режисер)                                    | 11. мај 2001.       | 5571–161         | 2,24                      |
| 30а              | 10а                | Нема бесплатних вожњи        | Том Јасуми                         | Сценарио : Арон Шпрингер, Ц. Х. Гринбалт и Мр. Лоренс Сториборд : Ц. Х. Гринбалт                                                           | 14. април 2001.     | 5571–162         | 2,27                      |
| 30б              | 10б                | Ја сам твој највећи фанатик  | Шон Демпси                         | Сценарио : Џеј Лендер, Вилијам Рајс и Мр. Лоренс Сториборд : Вилијам Рајс; Џеј Лендер (режисер)                                            | 14. април 2001.     | 5571–159         | 2,27                      |
| 31а              | 11а                | Тритон и Шкољкабој 3         | Ендру Овертом                      | Сценарио : Пол Тибит, Волт Дорн и Мериветер Вилијамс Сториборд : Ерик Визе (такође и режисер)                                              | 14. септембар 2001. | 5571–158         | 3,07                      |
| 31б              | 11б                | Веверичји вицеви             | Лари Лајхлајтер и Леонард Робинсон | Сценарио : Пол Тибит, Волт Дорн и Мериветер Вилијамс Сториборд : Крис Хедрик (такође и режисер)                                            | 14. септембар 2001. | 5571–164         | 3,07                      |
| 32а              | 12а                | Притисак                     | Шон Демпси                         | Сценарио : Џеј Лендер, Вилијам Рајс и Дејвид Фејн Сториборд : Вилијам Рајс; Џеј Лендер (режисер)                                           | 12. мај 2001.       | 5571–166         | 2,36                      |
| 32б              | 12б                | Димљени кикирики             | Ендру Овертом                      | Сценарио : Пол Тибит, Волт Дорн и Мр. Лоренс Сториборд : Карсон Куглер (такође и режисер)                                                  | 12. мај 2001.       | 5571–163         | 2,36                      |
| 33а              | 13а                | Пацификовани                 | Френк Вајс                         | Сценарио : Арон Шпрингер, Ц. Х. Гринбалт и Мериветер Вилијамс Сториборд : Ц. Х. Гринбалт                                                   | 9. март 2001.       | 5571–165         | 3,09                      |
| 33б              | 13б                | Гаријево купање              | Френк Вајс                         | Сценарио : Арон Шпрингер, Ц. Х. Гринбалт и Мериветер Вилијамс Сториборд : Ц. Х. Гринбалт; Арон Шпрингер (режисер)                          | 26. јул 2003.       | 5571–183         | 2,96                      |
| 34а              | 14а                | Добродошли у кофу с помијама | Ендру Овертом                      | Сценарио : Волт Дорн, Пол Тибит и Мр. Лоренс Сториборд : Карсон Куглер, Ерик Визе и Вилијам Рајс; Волт Дорн и Пол Тибит (режисери)         | 21. јануар 2002.    | 5571–167         | 5,25                      |
| 34б              | 14б                | Франкенглупан                | Том Јасуми                         | Сценарио : Пол Тибит, Волт Дорн и Мериветер Вилијамс Сториборд : Крис Хедрик (такође и режисер)                                            | 21. јануар 2002.    | 5571–169         | 5,25                      |
| 35а              | 15а                | Тајна кутија                 | Том Јасуми                         | Сценарио : Волт Дорн, Пол Тибит и Мериветер Вилијамс Сториборд : Карсон Куглер, Вилијам Рајс и Ерик Визе; Волт Дорн и Пол Тибит (режисери) | 7. септембар 2001.  | 5571–168         | 2,96                      |
| 35б              | 15б                | Група Штребери               | Френк Вајс                         | Сценарио : Арон Шпрингер, Ц. Х. Гринбалт и Мериветер Вилијамс Сториборд : Ц. Х. Гринбалт                                                   | 7. септембар 2001.  | 5571–173         | 2,96                      |
| 36а              | 16а                | Ноћна смена                  | Шон Демпси                         | Сценарио : Мр. Лоренс, Џеј Лендер и Ден Повенмајер Сториборд : Џеј Лендер и Ден Повенмајер (такође и режисери)                             | 6. септембар 2002.  | 5571–176         | 3,70                      |
| 36б              | 16б                | Кебина љубав                 | Шон Демпси                         | Сценарио : Мр. Лоренс, Џеј Лендер и Вилијам Рајс Сториборд : Вилијам Рајс; Џеј Лендер (режисер)                                            | 6. септембар 2002.  | 5571–170         | 3,70                      |
| 37а              | 17а                | Оклевање                     | Том Јасуми                         | Сценарио : Волт Дорн, Пол Тибит и Мр. Лоренс Сториборд : Карсон Куглер, Вилијам Рајс и Ерик Визе; Волт Дорн и Пол Тибит (режисери)         | 19. октобар 2001.   | 5571–175         | 3,89                      |
| 37б              | 17б                | Мој друг је глупан           | Френк Вајс                         | Сценарио : Ц. Х. Гринбалт, Арон Шпрингер и Марк О'хер Storyboarded by : Ц. Х. Гринбалт; Арон Шпрингер (режисер)                            | 19. октобар 2001.   | 5571–179         | 3,89                      |
| 38а              | 18а                | Кочијашки речник             | Ендру Овертом                      | Сценарио : Волт Дорн, Пол Тибит и Мериветер Вилијамс Сториборд : Карсон Куглер, Вилијам Рајс и Ерик Визе; Волт Дорн и Пол Тибит (режисери) | 21. септембар 2001. | 5571–182         | 2,88                      |
| 38б              | 18б                | Непознати уметник            | Шон Демпси                         | Сценарио : Волт Дорн, Пол Тибит и Марк О'хер Сториборд : Карсон Куглер, Вилијам Рајс и Ерик Визе; Волт Дорн и Пол Тибит (режисери)         | 21. септембар 2001. | 5571–174         | 2,88                      |
| 39а              | 19а                | Ловац на медузе              | Ендру Овертом                      | Сценарио : Волт Дорн, Пол Тибит и Марк О'хер Сториборд : Карсон Куглер, Вилијам Рајс и Ерик Визе; Волт Дорн и Пол Тибит (режисери)         | 28. септембар 2001. | 5571–181         | 2,54                      |
| 39б              | 19б                | Роштиљијада                  | Том Јасуми                         | Сценарио : Ден Повенмајер, Џеј Лендер и Мериветер Вилијамс Сториборд : Џеј Лендер и Ден Повенмајер (такође и режисери)                     | 28. септембар 2001. | 5571–171         | 2,54                      |
| 40а              | 20а                | Лигњослав штрајкује          | Том Јасуми                         | Сценарио : Волт Дорн, Пол Тибит и Марк О'хер Сториборд : Карсон Куглер, Вилијам Рајс и Ерик Визе; Волт Дорн и Пол Тибит (режисери)         | 12. октобар 2001.   | 5571–185         | 2,52                      |
| 40б              | 20б                | Сенди, Сунђер Боб и црв      | Шон Демпси                         | Сценарио : Џеј Лендер, Ден Повенмајер и Мериветер Вилијамс Сториборд : Џеј Лендер и Ден Повенмајер (такође и режисери)                     | 12. октобар 2001.   | 5571–180         | 2,52                      |

### 3. сезона (2001-2004)
| Епизоде                                             |
| --------------------------------------------------- |
| 1. Зелена алга дома мог/Сунђер спасилац на дужности |
| 2. Сунђер Бобов клуб/Мој љупки морски коњић         |
| 3. Грубијан/Дај један гриз                          |
| 4. Зла пљескавица/Идиотска кутија                   |
| 5. Тритон и Шкољкабој 4/Робија                      |
| 6. Ефекат грудве/Крабин бувљак                      |
| 7. Баш као на телевизији/Имате ли који динар?       |
| 8. Мекушцима улаз забрањен/Повратак Лигњомира       |
| 9. Кеба Киборг/Успаванка за љускара М               |
| 10. Свеже офарбани/Кеба Крабина видео обука         |
| 11. Журка конфеталонеа                              |
| 12. Чоколада с лешницима/Тритон и шкољкабој 5       |
| 13. Нови ученик Звезда/Шкољке                       |
| 14. УГХ - Сунђер Боб пре комедије                   |
| 15. Велика трка пужева/Криза средовечних љускара    |
| 16. Препорођени Краба/Доживео сам несрећу           |
| 17. Кеба ленд/Камперска епизода                     |
| 18. Губитак идентитета/Планктонова војска           |
| 19. Летећи сунђер                                   |
| 20. Сунђер Боб против Давитеља/Голи зезатори        |

### 4. сезона  (2005-2007)
| Епизоде                                                     |
| ----------------------------------------------------------- |
| 1. Страх од Пљескавице/Љуска од човека                      |
| 2. Изгубљени мадрац/Краба против Планктона                  |
| 3. Јесте ли видели овог пужа?                               |
| 4. Канџа/Добре комшије                                      |
| 5. Продаја/Смешкалоне                                       |
| 6. Глупани и змајеви                                        |
| 7. Непријатељ у породици/Тритон и Шкољкабој 6 - Играни Филм |
| 8. Патрик Мудрицалоне/Лигњо Боб Пипкалоне                   |
| 9. Кебине куле/Госпођо Пуфна, отпуштени сте                 |
| 10. Здраво шимпанзе/Дух у гостима                           |
| 11. Китњасти рођендан/Острво Каратеа                        |
| 12. Све што сија/Фонтана жеља                               |
| 13. Нови лист/Ко се једном опече...                         |
| 14. Принудни одмор/Перика у моди                            |
| 15. Лигњастично путовање/То није дама                       |
| 16. Нова врста/Хокус Покус                                  |
| 17. Вожња до суза/Тупави владар                             |
| 18. Рођен диваљ/Најбољи непријатељи                         |
| 19. Ружичасти крадљивац/Лигњославчић                        |
| 20. Овај дан је сјајан/Жвака на поклон                      |

### 5. сезона  (2007-2009)
| Епизоде                                                              |
| -------------------------------------------------------------------- |
| 1. Пријатељи или непријатељи?                                        |
| 2. Први Роштиљџија/Ноћно светло                                      |
| 3. Добро јутро/Чекање/Гљивице међу нама                              |
| 4. Другари шпијуни/Опрез у саобраћају/Стари добри, како се оно зваше |
| 5. Сеобе/Код фенси Кебе                                              |
| 6. Тобоганске кукавице/Кофо слатка кофо                              |
| 7. Волети пљескавицу/Нови унапређени Лигњослав                       |
| 8. Говор пара/Сунђер Боб против Пљескомата/Љигави плес               |
| 9. Кеба Сунђер/Певај Патрикову песму                                 |
| 10. Бува у куполи/Крофна срама/Тврдоглави тањир                      |
| 11. Бебећи гас/Велика замена                                         |
| 12. Атлантида Коцкалоне                                              |
| 13. Дан за сликање/Патрик је шворц/Рођак Ајнц                        |
| 14. Сунђер с шљивом/Тритон против Сунђер Боба                        |
| 15. Летњи цимери/Спасити веверицу                                    |
| 16. Напаст Запада                                                    |
| 17. 20.000 пљескавица под морем/Битка за Коралово                    |
| 18. Шта је било са Сунђер Бобом?                                     |
| 19. Два лица Лигњослава/Споменик Сунђер Бобу                         |
| 20. Забрањени у Коралову/Стенли С. Коцкалоне                         |

### 6. сезона  (2008-2010)
| Епизоде                                                 |
| ------------------------------------------------------- |
| 1. Отмени дом/Рокенрол за Формулу                       |
| 2. Луд за новчићем/Почетник у морепловству              |
| 3. Сунђериус/Лепљива симфонија                          |
| 4. Ненормалан/Нестали                                   |
| 5. Трн/Три шашаве звиждаљке                             |
| 6. Живети пуним плућима/Избледели од Сунца              |
| 7. Џиновски Лигњослав/Нос не зна                        |
| 8. Смицалица с пљескавицом/Планктонова стална муштерија |
| 9. Другари из клупе/Кебина хроника                      |
| 10. Пиџама журка/Налицкани Гари                         |
| 11. Сунђер Боб против Великог                           |
| 12. Шупљикави џепови/Момци из хора                      |
| 13. Кебини костоломци/Сличица                           |
| 14. Драги Викинзи/Побегуља                              |
| 15. Деда гусар/Ложа главоножаца                         |
| 16. Лигњина посета/Коцкалонити или не коцкалонити       |
| 17. Стони хокеј/Професор Лигњослав                      |
| 18. Љубимац или напаст/Преоптерећење компјутера         |
| 19. Лаковерни Коцкалоне/Пребукирани                     |
| 20. Нема капе за Патрика/Уклета продавница играчака     |
| 21. Пешчани дворци у песку/Кућица страве                |
| 22. Специјалитет кофе с помијама/Једноћелијска прослава |
| 23+24. Коцка је бачена                                  |
| 25. Олуја у ананасу/Мамац пећина                        |
| 26. Сукоб око Тритона (Нептунов рођендан)               |

### 7. сезона  (2009-2011)
| Епизоде                                                                |
| ---------------------------------------------------------------------- |
| 1. Пипак-визија/Волим да ђускам                                        |
| 2. Фаза раста/Остављен на цедилу                                       |
| 3. Неко је у кухињи код Сенди/Унутрашњи послови                        |
| 4. Масне форе/Сунђер Модел                                             |
| 5. Очистимо Коралово/Друг за Гарија                                    |
| 6. Твоје, моје и моје/Крцкане Крабе                                    |
| 7. Проклетство Коралова/Лигњослав у земљи кларинета                    |
| 8. Сунђер Боб подиже глас                                              |
| 9. Повратак у прошлост/Синдикат лоших момака и негативаца              |
| 10. Дан Без Суза/Летњи посао                                           |
| 11. Само главно јело/Заљубљени Гари                                    |
| 12. Позориште је права ствар/Магија родеа                              |
| 13. Бакин тајанствени рецепт/Мирис новца                               |
| 14. Чудовиште које је дошло у Коралово/Добродошли у кораловски троугао |
| 15. Проклетство Грдобе/Мистерија канализације                          |
| 16. Село Весело/Ерупција захвалности                                   |
| 17. Велика збрка у возу                                                |
| 18. У подземљу/Карате звезда                                           |
| 19. Сахрањени у времену/Изгубљени рај                                  |
| 20. Храпава страна/Црв у уху                                           |
| 21. Шта су жмурке?/Планктон на лечењу                                  |
| 22. Ремек дело/Инвазија пужева                                         |
| 23. Познајете ли Сунђер Боба?/За будућа поколења                       |
| 24. Кебине виршле/Олупина Мауна Лоа                                    |
| 25. Лигњослављев нови комшија/Неки то воле с лигњом                    |
| 26. Моја сека Сем/Час хемије                                           |

### 8. сезона  (2011-2012)
| Епизоде                                                             |
| ------------------------------------------------------------------- |
| 1. Несреће на раду се дешавају/Масна пљеска                         |
| 2. Шалтер за чамце/Кул лик                                          |
| 3. Пријатељски меч/Сентиментални сунђер                             |
| 4. Ледени обрачун                                                   |
| 5. Лигњослављева школа за одрасле/Усмени домаћи                     |
| 6. Кисело-слатка лигња/Бабарогеније                                 |
| 7. Летовање породице Коцкалоне                                      |
| 8. Патриково кућовање/Планктонов медени месец                       |
| 9. Месецовање/Госн' Крабин одмор                                    |
| 10. Уклети брод с кућом                                             |
| 11. Тритонов почетак/Планктоново добро око                          |
| 12. Шкољкичава/Патрик чува Гарија                                   |
| 13. Чување Сендине куће/Кул џез у Коралову                          |
| 14. Невоље с балонима/У сунђеровом гнезду                           |
| 15. Пљескавица која је појела Коралово/Повратак Балонковића         |
| 16. Забрана приласка/Фијаско!                                       |
| 17. Јеси срећан сад?/Инвазија трећих медуза                         |
| 18. Бесплатни узорци/Мајстори, мајстори                             |
| 19. Ај-Карен/Несаница                                               |
| 20. Смрзнуто лице/Покој Свету Рукавица                              |
| 21. Лигњопатија/Разорни глупан                                      |
| 22. Чипси за пужа/За овде или за понети?                            |
| 23. Нова година са Сунђер Бобом                                     |
| 24. Супер зли двојац подводних зликоваца у акцији/Перкелт од помија |
| 25. Брендирање Кеба Крабе/Ил' се поклони ил' се уклони              |
| 26. Здраво, Коралово!                                               |

### 9. сезона  (2012-2017)
| Епизоде                                      |
| -------------------------------------------- |
| 1. Екстремни спортови/Сендина књига рекорда  |
| 2. Патрик-мен!/Гаријева нова играчка         |
| 3. Дозвола за милкшејк/Бејби лигња           |
| 4. Мала жута књига/Од џомбе до џомбе         |
| 5. Јој, морски јеж!/Освета Лигњослава        |
| 6. Бекство из затвора/Неваљала спатула       |
| 7. Дошло је из Блатне Лагуне                 |
| 8. Наплаћено с каматом/Планктонов љубимац    |
| 9. Сад не гледај/Глупава сеанса              |
| 10. Мачор Кени/Јети Краба                    |
| 11. Сунђер Бобе, отпуштен си!                |
| 12. Изгубљени у Коралову/Тутор сос           |
| 13. Лигња плус један/Директорски сендвич     |
| 14. Пикник за фирму/Причам ти причу          |
| 15. Уточиште!/Шта једе Патрика Звезду?       |
| 16. Игра Патрик/Кроз Кораловску канализацију |
| 17. Сунђер Боб Дугелоне/Ларијева теретана    |
| 18. Експеримент/Ожењен за паре               |
| 19. Бака Бисерка/Два палца надоле            |
| 20. Ајкуле против Пипака/Сунђер Боб Копилоне |
| 21. Продато!/Срећа и јад                     |
| 22. Збогом, пљескавице?                      |
| 23. Сендина жиромора/Огласна табла           |
| 24. Последња пљескавица/Пуж-рестант          |
| 25. Инвазија на ананас/Салса имбециликус     |
| 26. Побуна на броду Крабе/Збогом, млечњаче   |

### 10. сезона  (2016-2017)
| Епизоде                                   |
| ----------------------------------------- |
| 1. Мозгоплов/Авантуре Тритонлонеа         |
| 2. Луде куће/Мајстор хирургије            |
| 3. Тешко лудило имитација/Црвљива журка   |
| 4. Велика успаванка/Кебин кетеринг        |
| 5. Код Сунђер Боба/Планктон добија ногу   |
| 6. Животно осигурање/Велико дување        |
| 7. Планктон у пензији/Невоље са трозупцем |
| 8. Мама смањио се сунђер/Спорт?           |
| 9. У бекству/Изгубљено нађено             |
| 10. Патриков купон/На оном свету          |
| 11. Дивљи другари/Не буди Патрика         |

### 11. сезона  (2017-2018)
| Епизоде                                       |
| --------------------------------------------- |
| 1. Пећински сунђер/Шаптач шкољкама            |
| 2. Повратак Туфнице/Систематски               |
| 3. Заврти бочицу/Сунђер ми је у супи          |
| 4. Повратак Ражамена/Лари менаџер ресторана   |
| 5. Легенда о Коралову                         |
| 6. Без сликања молим/Заглављен на крову       |
| 7. Ходајуће зомби пљеске/Возачка напаст       |
| 8. Санитарно лудило/Лов на зеку               |
| 9. Лигњослав ноар/Лов на благо                |
| 10. Маза Ј. Загрлић/Коњ Патрик                |
| 11. Брбљивац Гари/Не храните кловнове         |
| 12. Пријатна вожња/Старац Патрик              |
| 13. Мали другови/Бака је закон                |
| 14. Димензија шкработина/Селидба Дебелог Грге |
| 15. Зарон у високо море/Провалници            |
| 16. Моја нога/Црна лимунада                   |
| 17. Сенф/Списак за куповину                   |
| 18. Чување кита/Чистачи                       |
| 19. Патнокио/Кувар Боб                        |
| 20. Планктон параноја/Библиотека              |
| 21. Зовите пајкане/Брод у боци                |
| 22. Будале на месецу                          |
| 23. Пропуштена епизода/Карен има вирус        |
| 24. Ноћна смена/Нема роштиља                  |
| 25. Град Балончића/Девојачко вече             |
| 26. Веверица против медуза/Конац              |

### 12. сезона  (2018-2022)
| Епизоде                                               |
| ----------------------------------------------------- |
| 1. Фармер Боб/Гари и Туфница                          |
| 2. Глупирање/Балада о Прљавом Смрди                   |
| 3. Крабин апс/Ананас кампер                           |
| 4. Гари има ноге/Краљ Планктон                        |
| 5. Бајате помије/Облачно са грмљавином                |
| 6. Другари из мочваре/Сунђер Бобов трик               |
| 7. Кеба-Кофа/Лигњо-Транс                              |
| 8. Сендине луде сестричине/Не обезбеђење              |
| 9. Сломљени будилник/Каренина беба                    |
| 10. Игре оклопа/Пензионерски попуст                   |
| 11. Пази на рупу!/Повратак Прљавог Мехура             |
| 12. Весели гости/Бабо-ситери                          |
| 13+14. Сунђер Бобова велика рођенданска журка         |
| 15. Сунђер Боб у Сваштарији/Сунђер Бобова лоша навика |
| 16. Лоша рука/Паузирање                               |
| 17. Шеф на дан/Шепртљави новајлија                    |
| 18. Планктонов дух/Моје две крабице                   |
| 19. Куц, Куц ко је/Лигњо-патрик                       |
| 20. Света из светионика/Штуцавица                     |
| 21. Колиба у морској трави/Жудња                      |
| 22. Зoо врт/Краба у карантину                         |
| 23. Планктонов стажиста/Патриково лудило              |
| 24. Рачун Дебелог Грге/Откачени кувари                |
| 25. Бекство из подземља Света рукавица                |
| 26. Кеба продавци/Сањари                              |

### 13. сезона  (2020-2023)
| Епизоде                                                  |
| -------------------------------------------------------- |
| 1. Место за љубимце/Затварање у име љубави               |
| 2. Изгладнели циркус/Лигњослав на боловању               |
| 3. Сладолеџије/Пас Патрик                                |
| 4. Нешто нарвално овамо иде/Напад помија                 |
| 5. Сунђер Бобов пут ка Божићу                            |
| 6. Пуфна од кромпира/Помастићемо се                      |
| 7. Велики зли Гргеч/Клуб сунђеропата                     |
| 8. Камион с храном/Девојке у успону                      |
| 9. Кажи АААА!/Патрик поштар                              |
| 10. Капетан Црвић/Лет до мора                            |
| 11. Лигњорату/Шамарко                                    |
| 12. Добродошли у Роботон/Платићеш телефон/Бора у времену |
| 13. Брод/Зидхала                                         |
| 14. Слани сунђер/Карен за Туфницу                        |
| 15. Невоља за дан дрвећа/Зубић вила                      |
| 16. Ура, мама и тата/Жути тротоар                        |
| 17. Цветни аранжман/Сунђер Боб на паради                 |
| 18. Достава на острво чудовишта/Вози Патриче, вози       |
| 19. Жир с роштиља/Шоу Јежа и Пужа                        |
| 20. Другодишњица/Обавезна музика                         |
| 21. Моћни Дик/Планктон и чаробни пасуљ                   |
| 22. Мој друг пљеска/Забављиво                            |
| 23. Небеска спатула/Гаријева кућица                      |
| 24. Шашави пливачи/Кум                                   |
| 25. Птицослав/Алергијски напад!                          |
| 26. Велики циркус/Сенди, помози нам!                     |

### 14. сезона  (2023-2024)
| Епизоде                                  |
| ---------------------------------------- |
| 1. Једноћелијска одбрана/Мишићи за Пуфну |
| 2. Волимо Хoпа/Сунђерћун                 |
| 3. Гргослав/Кутија маште                 |
| 4. Крв није уље/Не засмејавај ме         |
| 5. Мамагедон/Камен љубимац               |
| 6. Танго заплет/Некро њам њам њамикон    |
| 7. ПЛ - 1413/Расположење за кошење       |
| 8. Месечева медуза/Урнебесна историја    |
| 9.+10. Одмаралиште језе                  |
| 11. Снежућко (Снежућко и седам медуза)   |
| 12. Прљави дебели Грга/Шелдон Коцкалоне  |
| 13. Сунђер Бобов и Сендин сеоски Божић   |

### 15. сезона  (2024)
| Епизоде                                            |
| -------------------------------------------------- |
| 1. Пера Прилепуша/Боб из велике лиге               |
| 2. Успонислав/Неидентификовани летећи октопод      |
| 3. Несрећни Боб/Сендмен долази                     |
| 4. Kексoм до Марса/Преживети ученика вожње         |
| 5. Кобасица узима све/Заробљен у лифту             |
| 6. Заштита Лигњосведока/Сама у куполи              |
| 7. Обазриви Гари/Прикљештен                        |
| 8. Дућан смицалица Џефија Т./Укус Планктона        |
| 9. Паметњачка интелигенција/Ватрогасац Боб         |
| 10. Планктон хране за бебе/Сунђер Боб врховна муза |
| 11. Испорука зла/Мотор за чамце                    |
| 12. Клизав снајпериста/Осушите рибу                |
| 13. Крстарице/Капетан Квазар: клубови навијача     |

### DVD напомене
1. ↑  Ова епизода је првобитно објављена на Sea Stories VHS-у/DVD-у 5. новембра 2002.
2. ↑  Ова епизода је првобитно објављена на Nautical Nonsense and Sponge Buddies DVD-у 12. марта 2002.